# Эскадренные миноносцы типа «Марсилио Диас»
Эскадренные миноносцы типа «Марсилио Диас» — тип эскадренных миноносцев ВМС Бразилии, строившиеся в период 1937—1943. Спроектированы на основе американских эсминцев типа «Мэхэн». Первые эсминцы бразильской постройки, однако оборудование, в своей основе, закупалось в США. Вошли в строй в 1943 году, действовали в составе охранения союзных конвоев в Атлантике. В июле 1944 года эскортировали бразильский экспедиционный корпус в Италию. После окончания войны оставались в строю, проходили модернизации. Два из трёх списаны в 1966 году, третий — в 1973 году.

## Представители проекта
| Эсминец          | Заложен   | Спущен на воду | Начало службы | Конец службы  |
| ---------------- | --------- | -------------- | ------------- | ------------- |
| «Greenhang»      | 8.05.1937 | 8.07.1941      | 29.11.1943    | Списан в 1966 |
| «Marcilio Dias»  | 8.05.1937 | 20.07.1940     | 29.11.1943    | Списан в 1966 |
| «Mariz e Barros» | 8.05.1937 | 28.12.1940     | 29.11.1943    | Списан в 1972 |